# Kolloidosom
Als Kolloidosome werden in der Biochemie wirkstoffdurchlässige Kapseln bezeichnet, die aus Kolloid-Teilchen bestehen. Der Terminus ist eine Wortbildung, die sich an den Begriff der Liposome (Kapseln aus fettähnlichen Doppelschichten) anlehnen soll.

Die mikroskopisch kleinen Kapseln lassen sich mit selbstorganisierenden kolloidalen Teilchen auf der Oberfläche von Emulsions-Tröpfchen herstellen. Dabei entstehen stabile Hüllen, deren Größe, Permeabilität und Elastizität in weiten Bereichen variiert werden können. Mit ihnen lassen sich eine große Anzahl von Wirkstoffen für technische, medizinische und biologische Anwendungen einschließen.
Dadurch erreichen aktive Substanzen wie Medikamente, Proteine, Vitamine, Geschmackstoffe sowie kleine Mengen von Gasen nicht nur ihren gewünschten Einsatzort, sondern können dort auch kontrolliert freigesetzt werden. Auch der Einschluss lebender Zellen ist wünschenswert, um diese immunologisch vom restlichen Gewebe zu trennen. Mehrere Forschungsvorhaben stellen sich seit einigen Jahren bereits diesen Anforderungen.
Eine Forschergruppe der Harvard University in Cambridge, Massachusetts, entwickelte eine universell einsetzbare und flexibel handhabbare Technik zur Herstellung durchlässiger mikroskopischer Kapseln, die die selektive und zeitverzögerte Abgabe der Wirkstoffe erlaubt. Die einzuschließende Substanz wird dabei zunächst mit einer passenden Flüssigkeit auf Wasser- oder Ölbasis emulgiert. Fügt man dieser Flüssigkeit dann kolloidale Teilchen zu, die in einem weiten Größenbereich von Nano- bis Mikrometer gewählt werden können, so bilden diese Partikel in Selbstorganisation eine Hülle um die Emulsionströpfchen, ein Prozess, der mit der Minimierung der Oberflächenenergie des gesamten Systems erklärt werden kann. Um den Wirkstofftropfen entsteht eine kugelförmige, zweidimensionale Struktur. Die Zwischenräume, die von den umhüllenden Partikeln gebildet werden, formen dabei die Löcher, die die Durchlässigkeit der Kapsel festlegen. Sie kann durch die Wahl der verwendeten kolloidalen Teilchen ebenfalls in einem Größenbereich zwischen Nano- und Mikrometer genau eingestellt werden.
Durch unterschiedliche Techniken wie Sintern, einem vorsichtigen „Verbacken“ der Partikel bei Temperaturen knapp über 100 °C, oder dem elektrostatischen Anlagern einer oder mehrerer Teilchenschichten werden die Oberflächenpartikel so miteinander verbunden, dass eine stabile, jedoch elastische Schale entsteht. Die Sintertemperatur- und -dauer bestimmt dabei empfindlich die Porengröße der Kapsel.
Die mechanische Festigkeit der Kolloidosome lässt sich über weite Bereiche verändern. Die Freisetzung der Wirkstoffe kann so durch mechanische Zerstörung bei einem genau festgelegten Druck erreicht werden. Im Experiment konnte das Aufbrechen einer 60-mm-Hülle bei Drucken von 106 bis 107 Pa demonstriert werden. Anwendungsbereiche sind die Freisetzung von Aromastoffen z. B. beim Kauen, bei der Herstellung von Backerzeugnissen sowie speziellen Durchschreibepapieren, die mit Mikrokapseln bestückt werden. Auch quellfähige Hüllen sind erzeugbar, bei denen die in der Kapsel eingeschlossene Substanz erst nach außen gelangt, wenn durch leichtes Aufquellen z. B. einer Mikrogel-Hülle in einer alkalischen Umgebung sich die Porengröße verändert. Kapseln, die am Einsatzort einer chemischen oder photochemischen Zersetzung unterliegen und dann Inhaltsstoffe freigeben, sind ebenfalls denkbar.
Als Ausgangsmaterial für die Kolloidosome eignet sich eine Vielzahl von anorganischen und organischen Stoffen, u. a. verschiedene Polymer- und Glaspartikel. Auch hydrophobe, also wasserabweisende Wirkstoffe konnten eingekapselt werden, indem Öltröpfchen in wässriger Lösung emulgiert werden. Wenn die Durchlässigkeit des Kolloidosoms im Bereich von nur wenigen Nanometern liegt, erhält man so genannte „Nanosiebe“, die im Fall einer Zelle den Austausch von kleinen Molekülen ermöglichen, jedoch größeren Molekülen der Immunabwehr keine Möglichkeit geben, die eingekapselte Zelle anzugreifen. Im Vorversuchen konnten lebende Bindegewebszellen erfolgreich eingeschlossen und ihre Lebensfähigkeit über mehrere Stunden erhalten werden. Dies macht den Einsatz dieser Emulsionstechnik z. B. möglicherweise bei der Behandlung des Diabetes mellitus und in Bioreaktoren interessant.